# Texas City
Texas City ist eine Stadt im Galveston County im Bundesstaat Texas der Vereinigten Staaten. Das U.S. Census Bureau hat bei der Volkszählung 2020 eine Einwohnerzahl von 51.898 ermittelt.

## Geographie
Texas City liegt 16 Kilometer nordwestlich von Galveston und 60 Kilometer südöstlich von Houston. Die Stadt stellt eine principal city der Metropolregion Greater Houston dar.

## Geschichte
Bei der Texas-City-Explosion am 16. April 1947 explodierten im Hafen von Texas City die mit Ammoniumnitrat beladenen Frachter Grandcamp (Frankreich) und Highflyer (USA). Ein in Hafennähe gelegenes Monsanto-Werk wurde dabei zerstört, und die dadurch entweichenden Chemikalien fachten die Brände verstärkt an, so dass diese erst nach zwei Tagen gelöscht werden konnten. Es gab 486 Tote, über 100 Vermisste, 3000 Verletzte, Hunderte Obdachlose und 65 Millionen US-Dollar Schaden.

## Wirtschaft
Die Wirtschaft ist von Schwerindustrie geprägt, der Texas City Industrial Complex ist eines der führenden Erdölverarbeitungszentren der USA. Der Hafen von Texas City ist ein Tiefwasserhafen, der 2008 an 14. Stelle aller US-Häfen lag.

### BP Texas City
BP Texas City ist die größte Erdölraffinerie von BP. In der Raffinerie kam es mehrfach zu schweren Betriebsunfällen, die zwischen 1974 und 2004 zu insgesamt 23 Todesfällen führten.
Bei einer Raffinerieexplosion am 23. März 2005 traten während der Inbetriebnahme einer Isomerisierungseinheit innerhalb weniger Minuten geschätzte 28.700 Liter brennbarer Kohlenwasserstoffe aus einem Rückhaltebehälter aus und führten zu einer Explosion, bei der 15 Arbeiter getötet und 180 verletzt wurden. Der finanzielle Schaden betrug mehr als 1,5 Milliarden US-Dollar.

## Film
Die US-Spielfilme Texas Killing Fields – Schreiendes Land (2011) sowie Red Rocket (2021) spielen in Texas City.

## Persönlichkeiten
- Charles Brown (1922–1999), Musiker
- Johnny Lee (* 1946), Musiker
- Ron Raines (* 1949), Schauspieler und Musicaldarsteller